# Disney Davy Crockett Ranch
Le Disney Davy Crockett Ranch est un hôtel du complexe Disneyland Paris. Il est situé au sud du domaine, de l'autre côté de l'autoroute A4. Il a ouvert le 12 avril 1992 avec le reste du complexe sous le nom Camp Davy Crockett. En mai 1993, il est renommé Ranch Davy Crockett,. Entre 1996 et 2021, le nom a été changé pour intégrer le terme Disney's.
Au cœur de la forêt sur une parcelle de 57 ha et à 10 minutes en voiture des parcs Disney et du Disney Village, 584 bungalows d'une ou deux chambres sont à louer pour une nuit ou plus. Il est inspiré de l'univers du Far West au travers de la figure légendaire de Davy Crockett. Les activités de plein air sont prédominantes. Le restaurant du ranch permet d'admirer la piscine d'intérieure immense avec cascade, toboggans et bains à remous.
Les visiteurs doivent prendre leur véhicule pour se rendre aux parcs, mais n'ont pas à payer le parking qui est gratuit pour les gens ayant réservé un séjour. Les visiteurs ont aussi la possibilité de faire la cuisine eux-mêmes en achetant des produits alimentaires au Alamo Trading Post.

## Les bâtiments et espaces
Les bâtiments communs sont situés au nord du domaine. L'hôtel comporte 8 boucles réparties le long d'une route de près d'un kilomètre de long menant aux bâtiments communs. La première boucle est située à 1,2 km de l'entrée au bout d'une route ouest-est qui remonte vers le nord et s'incurve ensuite vers l'ouest. Les boucles sont toutes situées dans une zone boisée tandis que les bâtiments communs se trouvent dans une plaine de près de 11 ha.
L'hôtel était autrefois desservi par une navette qui reliait le parc au Ranch Davy Crockett (entre 1992 et 1995). Ce service fut par la suite supprimé (pour cet hôtel) à cause des problèmes financiers de la destination.

### Les sentiers
Les cabanes sont réparties sur 8 sentiers (trails en anglais), des quartiers qui regroupent les 584 bungalows :
- 101-197 - Mocassin Trail
- 201-284 - Wagon Wheel Trail
- 1001-1062 - Timber Trail
- 1101-1176 - Bobcat Trail
- 1201-1282 - Big Bear Trail
- 1301-1360 - Cherokee Trail
- 1401-1479 - Tomahawks Trail
- 1501-1555 - Coyote Trail

Chaque sentier possède son propre « chalet » où l'on peut récupérer le petit déjeuner le matin.

## Les services

### Les restaurants et bars
- Maisonnettes pour le petit déjeuner à emporter
- Crockett's Saloon, le bar de l'hôtel
- Crockett's Tavern, le restaurant de l'hôtel propose un buffet à volonté

### Les boutiques
- Alamo Trading Post propose des articles souvenirs Disney ainsi qu'un rayon alimentaire

### Les activités possibles
- Piscine intérieure chauffée avec cascade et bains à remous
- Espace et aire de jeux pour les enfants
- The Lucky Racoon, salle de jeux vidéo
- Court de tennis intérieur

## Évènement marquant

### La tempête Lothar (26 décembre 1999)
Le Ranch Davy Crockett a subi d’importants dégâts lors de la tempête Lothar, entraînant une fermeture de l'hôtel prolongé. Selon des témoignages, des résidents de l'hôtel ont été surpris en pleine matinée par la violence du vent et ont dû fuir leur hébergement en pyjama pour se réfugier dans la boutique (Alamo Trading Post) et à la réception à l'entrée de l'hôtel. Les Cast Members leur a distribué des vêtements chauds et chaussettes. En milieu de journée, les 2 550 résidents ont été relogés dans d’autres hôtels de Disneyland Paris (Euro Disney Resort à l'époque), notamment l'hôtel New York (maintenant Disney Hotel New York – The Art of Marvel) et l'hôtel Disney Newport Bay Club.
La tempête avait également endommagé l'hôtel Disney Sequoia Lodge.